# Vražda v Orient expresu (román)
Vražda v Orient expresu (v originále Murder on the Orient Express) je detektivní román anglické spisovatelky Agathy Christie. Kniha byla poprvé vydána 1. ledna 1934. Hlavní postavou příběhu je belgický detektiv Hercule Poirot. V českém překladu začal vycházet na pokračování 10. července 1935 v deníku Lidové noviny.

## Jiné názvy
V USA byl román nejprve vydán pod odlišným názvem "Murder in the Calais Coach", neboť krátce předtím zde vyšel úspěšný román Grahama Greena Stamboul Train právě pod názvem „Orient Express“.
V Německu neslo první vydání románu název "Die Frau im Kimono" („Žena v kimonu“, podle významného dějového momentu a indicie), později "Der rote Kimono" a teprve v 70. letech, po prvním zfilmování a popularizaci tohoto názvu, se začal označovat doslovným překladem "Mord im Orient-Expreß".

## Děj
Příběh neuvádí konkrétní časové určení, ale je možné ho přirozeně datovat do doby jeho vzniku, tedy na počátek 30. let 20. století. Belgický detektiv Hercule Poirot přijíždí vlakem z Aleppa do Istanbulu, kde se ubytuje v hotelu Tokatlian. Zde obdrží telegram vyzývající ho k návratu do Londýna. Poirot si zakoupí jízdenku na Orient expres mířící do Calais a večer vlakem odjíždí. Během seznamování s ostatními cestujícími ve voze ho osloví jeho soused z vedlejšího kupé, obchodník Ratchett. Ten obdržel výhrůžný dopis a chce si Poirota najmout na ochranu. Ratchettovu nabídku však detektiv odmítne. Další noci, nedaleko města Vinkovci na jugoslávském území, uvízne vlak v závěji a musí čekat na vyproštění. Ráno je Ratchett nalezen zavražděný, ubodán mnoha ranami. Poirot postupně vyšetřuje 13 podezřelých cestujících a odhalí, že prakticky všichni jsou nějakým způsobem spojeni s rodinnou tragédií Johna Armstronga, kterému byla unesena a zavražděna tříletá dcera. Tato událost tehdy v důsledku vedla k dalším úmrtím a sebevraždám. Detektiv zjistí, že zavražděný Ratchett (cestující pod falešným jménem) byl nikdy nepotrestaným únoscem Armstrongovy dcery, a skoro každý přítomný měl motiv vykonat na něm pomstu. Poirot je nakonec postaven před nezvyklé morální dilema.

### Schéma vozu

Rozmístění cestujících ve vagónu Orient expresu. Modrá – 1. třída, část – 2. třída, žlutá – průvodčí Pierre Michel

## Okolnosti vzniku díla

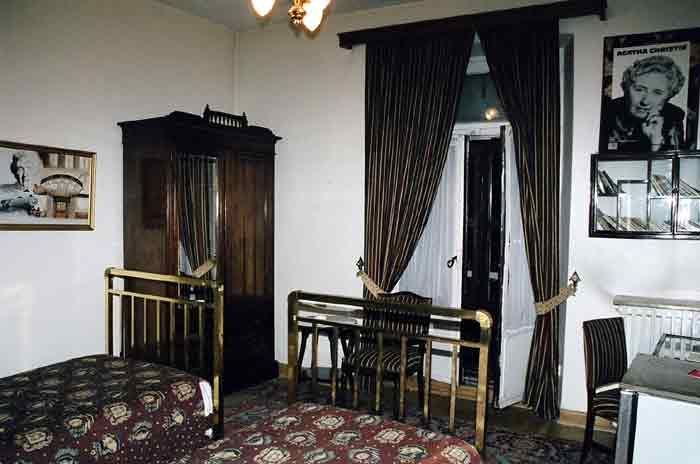
Pokoj č. 411 v istanbulském hotelu Pera Palace, ve kterém Agatha Christie román napsala

Agatha Christie napsala román ve svých 43 letech. Inspirací k příběhu jí mohlo být několik událostí. V roce 1928 cestovala Orient expresem, a o rok později uvízl Orient expres kvůli vánici na 6 dní nedaleko tureckého města Çerkezköy, v dnešní provincii Tekirdağ. V roce 1931 Agatha Christie sama zažila zastavení Orient expresu na 24 hodin kvůli záplavám. Vracela se tehdy z archeologické lokality Arpáčija u Ninive, kde pracoval její druhý manžel Max Mallowan. Únos dcery Johna Armstronga má podobné rysy jako únos syna amerického letce Charlese Lindbergha, který se odehrál 1. března 1932.
Kniha je rozdělena do tří částí, které mají dohromady 32 kapitol. Agatha Christie román věnovala svému druhému manželovi Maxovi Mallowanovi. Na titulní straně je uvedeno věnování „Věnováno M. E. L. M., Arpachiyah, 1933“. V roce 1990 zařadila Britská asociace autorů detektivních románů Vraždu v Orient expresu mezi 100 nejlepších detektivních románů všech dob.

## Adaptace
Kniha se zařadila mezi nejslavnější díla Agathy Christie a byla mnohokrát zpracována jako film nebo rozhlasová hra, v různých zemích a jazycích. Víceméně divadelní (komorní) charakter děje umožnil rovněž uvedení na jevišti.

### Film
- Vražda v Orient expresu (1974) – režie Sidney Lumet podle scénáře Paula Dehna, v roli Poirota účinkoval Albert Finney. Hvězdně obsazený snímek (all-star cast) dosáhl velkého úspěchu a mj. šesti nominací na Oscara, z nichž byla proměněna jedna (za nejlepší herečku ve vedlejší roli pro Ingrid Bergman).
- Vražda v Orient expresu (2017) – režie a hlavní role Kenneth Branagh, rovněž hvězdně obsazený a komerčně úspěšný film

### Televize
- epizoda západoněmeckého cyklu Galerie velkých detektivů (1955) – vůbec první audiovizuální zpracování
- Vražda v Orient expresu (2001), modernizovaná televizní adaptace společnosti CBS v hlavní roli s Alfredem Molinou – děj byl poměrně výrazně upraven a řada postav vypuštěna.
- Vražda v Orient expresu (2010), jako celovečerní 3. epizoda 12. řady televizního cyklu Hercule Poirot v hlavní roli s Davidem Suchetem – klasické zpracování věrné předloze
- Vražda v Orient expresu (jap. Orient Kjúkou Sacudžin Džiken, 2015), dvoudílný japonský televizní film obsazený populárními herci – zpracování se drží předlohy, pouze je situováno do Japonska roku 1933

### Rozhlas
- Sovětská rozhlasová hra (1966)
- pětidílná hra BBC (1992), roli Poirota namluvil John Moffatt, který se v jiné roli objevil i ve filmové verzi z roku 1974
- adaptace americké streamovací služby Audible (2017), v roli Poirota Tom Conti

### Hry
- desková hra Orient Express (1985)
- počítačová hra (2006) pro systém Windows, postavu Poirota namluvil David Suchet
- očekává se vydání modernizované verze od Microids (podzim 2023)

### Komiksy[6]
- komiksová adaptace ve francouzštině Le Crime de L'Orient-Express (2003), adaptace François Rivière, ilustrace Solidor
- komiksová adaptace ve francouzštině Le Crime de L'Orient-Express (2017), české vydání komiksu jako Vražda v Orient expresu (Slovart 2024), adaptace Benjamin von Eckartsberg, ilustrace Chaiko
- komiksová adaptace v angličtině Murder on the Orient Express (2023), adaptace a ilustrace Bob Al-Greene

### Jiné inspirace
Románem byla inspirována také komediální hra divadla Járy Cimrmana Vražda v salonním kupé (1970), která se odehrává ve voze expresu Istanbul–Praha. Namísto Poirota zde jako fenomenální detektivní eso vystupuje inspektor Trachta.